# Груповий етап Ліги конференцій УЄФА 2022—2023
Груповий етап Ліги конференцій УЄФА 2022—2023 почався 8 вересня та завершився 3 листопада 2022 року. У груповому етапі 32 команди змагаються за 16 місць у плей-оф Ліги конференцій УЄФА 2022—2023.

## Жеребкування
Жеребку групового етапу відбулося 26 серпня 2022 року о 15:30 EEST у  Стамбулі. За результатами жеребкування 32 команди було поділено на 8 груп (по 4 команди в кожній). Для жеребкування команди буде  розділено на 4 кошики на основі клубних коефіцієнтів УЄФА 2022.
Команди з однієї асоціації не можуть потрапити в одну групу. Для жеребкування УЄФА розділяє команди з однієї асоціації (включно з командами, які грають в груповому етапі Ліги Європи 2020—2021)  на пари (по 1-й парі для асоціацій з 2-3 командами та по 2-і для асоціацій з 4-5 командами) згідно з телевізійними рейтингами. Одна команда з пари потрапляє в групи A-D, а друга — E-H (на приклад, якщо Славія потрапила в групу B, Яблонець може потрапити тільки в одну з груп E, F, G або H). Таким чином матчі цих команд не можуть проходити одночасно, оскільки матчі груп A–D та E–H відбуваються в різні дні. Перед жеребкуванням УЄФА оголосило наступні пари (2-і команди в парі з позначкою “ЛЄ” в дужках грають у груповому етапі Ліги Європи):
1. Славія (Прага) та Словацко
2. Гент та Андерлехт
3. Партизан та Црвена Звезда (ЛЄ)
4. Дніпро-1 та Динамо (Київ) (ЛЄ)
5. Істанбул Башакшехір та Сівасспор
6. Клуж та ФКСБ
7. Юргорден та Мальме (ЛЄ)
8. Сількеборг та Мідтьюлланн (ЛЄ)
9. Молде та Буде-Глімт (ЛЄ)
10. Ніцца та Нант (ЛЄ)
11. Аустрія (Відень) та Штурм (ЛЄ)
12. Базель та Цюрих (ЛЄ)

Кожного туру половина груп грає о 19:45 EET/EEST, інша половина — о 22:00 EET/EEST. Розклад матчів було визначено після жеребкування за допомогою непублічного комп'ютерного жеребкування. Жодна команда не грає вдома чи на виїзді більш як два матчі поспіль і в першому та останньому турах зіграє одного разу вдома та одного разу на виїзді (стаття регламенту 15.02).

## Учасники
Нижче наведені учасники групового турніру (із зазначенням їхнього клубного коефіцієнту на 2022 рік), згруповані за кошиком при жеребкуванні.
| Ключ до кольорів у таблиці                      |
| ----------------------------------------------- |
| Перші місця груп проходять до 1/8 фіналу        |
| Другі місця груп потрапляють до стикових матчів |
| Треті та четверті місця груп вибувають          |

| Команда             | Прим. | Коеф.  |
| ------------------- | ----- | ------ |
| Вільярреал          | [ОШ]  | 78.000 |
| Базель              | [ОШ]  | 55.000 |
| Славія (Прага)      | [ОШ]  | 52.000 |
| АЗ                  | [ОШ]  | 28.500 |
| Гент                | [ЛЄ]  | 27.500 |
| Істанбул Башакшехір | [ОШ]  | 25.000 |
| Партизан            | [ОШ]  | 24.500 |
| Вест Гем Юнайтед    | [ОШ]  | 21.328 |

| Команда             | Прим. | Коеф.  |
| ------------------- | ----- | ------ |
| Клуж                | [ШЧ]  | 19.500 |
| Молде               | [ОШ]  | 19.000 |
| ФКСБ                | [ОШ]  | 17.500 |
| Фіорентіна          | [ОШ]  | 15.380 |
| Кельн               | [ОШ]  | 15.042 |
| Хапоель (Беер-Шева) | [ОШ]  | 14.000 |
| Аполлон (Лімасол)   | [ЛЄ]  | 14.000 |
| Слован (Братислава) | [ШЧ]  | 13.000 |

| Команда          | Прим. | Коеф.  |
| ---------------- | ----- | ------ |
| Ніцца            | [ОШ]  | 12.016 |
| Андерлехт        | [ОШ]  | 11.500 |
| Жальгіріс        | [ЛЄ]  | 8.000  |
| Аустрія (Відень) | [ЛЄ]  | 7.770  |
| Гартс            | [ЛЄ]  | 7.340  |
| Шемрок Роверс    | [ЛЄ]  | 7.000  |
| Сівасспор        | [ЛЄ]  | 6.500  |
| Вадуц            | [ОШ]  | 6.500  |

| Команда       | Прим. | Коеф. |
| ------------- | ----- | ----- |
| Дніпро-1      | [ЛЄ]  | 6.360 |
| Лех (Познань) | [ШЧ]  | 6.000 |
| Словацко      | [ОШ]  | 5.560 |
| Сількеборг    | [ЛЄ]  | 5.435 |
| Юргорден      | [ОШ]  | 4.575 |
| Пюнік         | [ЛЄ]  | 4.250 |
| РФШ           | [ШЧ]  | 4.000 |
| Балкані       | [ШЧ]  | 1.633 |

Примітки
1. ШЧ Переможці раунду плей-оф (шлях чемпіонів).
2. ОШ Переможці раунду плей-оф (основний шлях).
3. ЛЄ Команди, що вибули з раунду плей-оф Ліги Європи.

## Формат
В кожній групі команди грають між собою по одному матчу вдома та на виїзді за круговою системою. З кожної групи команди, що посіли 1-е місце проходять до 1/8 фіналу, а 2-е — до стикових матчів. 3-і та 4-і місця вибувають.

### Правила розподілу місць
Команди посідають місця у групі відповідно до набраних очок (3 очки за перемогу, 1 за нічию та 0 за поразку), та якщо команди набрали однакову кількість балів, застосовуються наступні критерії (у вказаному порядку), для визначення місця у групі (стаття регламенту 16):
1. Очки, набрані в очних зустрічах між командами під питанням;
2. Різниця м'ячів, забитих в очних зустрічах між командами під питанням;
3. Голи, забиті в очних зустрічах між командами під питанням;
4. Якщо команд під питанням більше двох та після застосування усіх попередніх правил ще залишаються команди під питанням, то для них окремо повторно застосовуються попередні правила;
5. Різниця м'ячів, забитих в усіх матчах групового етапу;
6. Голи, забиті в усіх матчах групового етапу;
7. Голи на виїзді, забиті в усіх матчах групового етапу;
8. Кількість перемог в усіх матчах групового етапу;
9. Кількість перемог на виїзді в усіх матчах групового етапу;
10. Дисциплінарні бали (червона картка = 3 бала, жовта картка = 1 бал, вилучення за дві жовті картки в одному матчі = 3 бала);
11. Більший клубний коефіцієнт УЄФА.

## Підсумок групового етапу
| Група A             | Група B          | Група C           | Група D  | Група E         | Група F       | Група G      | Група H           |
| ------------------- | ---------------- | ----------------- | -------- | --------------- | ------------- | ------------ | ----------------- |
| Істанбул Башакшехір | Вест Гем Юнайтед | Вільярреал        | Ніцца    | АЗ              | Юргорден      | Сівасспор    | Слован Братислава |
| Фіорентіна          | Андерлехт        | Лех Познань       | Партизан | Дніпро-1        | Гент          | Клуж         | Базель            |
| Гартс               | Сількеборг       | Хапоель Беер-Шева | Кельн    | Аполлон Лімасол | Молде         | Славія Прага | Пюнік             |
| РФШ                 | ФКСБ             | Аустрія Відень    | Словацко | Вадуц           | Шемрок Роверс | Балкані      | Жальгіріс         |

## Групи
Розклад матчів оголосили 27 серпня 2022, наступного дня після жеребкування. Матчі пройшли 8 та 15 вересня, 6, 13 та 27 жовтня і 3 листопада 2022. Початки матчів заплановані на 19:45 та 22:00 EET/EEST.
Час вказано за київським часом — в EET/EEST, (місцевий час, якщо відрізняється, вказано в дужках).

### Група A
| Поз | Команда             | І | В | Н | П | ГЗ | ГП | РГ  | О  | Кваліфікація             |     | ІБШ | ФІО | ГАР | РФШ |
| --- | ------------------- | - | - | - | - | -- | -- | --- | -- | ------------------------ | --- | --- | --- | --- | --- |
| 1   | Істанбул Башакшехір | 6 | 4 | 1 | 1 | 14 | 3  | +11 | 13 | Вихід в 1/8 фіналу       |     | —   | 3:0 | 3:1 | 3:0 |
| 2   | Фіорентіна          | 6 | 4 | 1 | 1 | 14 | 6  | +8  | 13 | Вихід до стикових матчів |     | 2:1 | —   | 5:1 | 1:1 |
| 3   | Гартс               | 6 | 2 | 0 | 4 | 6  | 16 | −10 | 6  |                          |     | 0:4 | 0:3 | —   | 2:1 |
| 4   | РФШ                 | 6 | 0 | 2 | 4 | 2  | 11 | −9  | 2  |                          | 0:0 | 0:3 | 0:2 | —   |     |

| 8 вересня 2022 19:45 (18:45 CEST) |

| Фіорентіна  | 1:1      | РФШ        |
| ----------- | -------- | ---------- |
| - Барак 56' | Протокол | - Ілич 74' |

| Артеміо Франкі, Флоренція Глядачів: 11 738 Арбітр: Павел Орел (Чехія) |

| 8 вересня 2022 19:45 (17:45 BST) |

| Гартс | 0:4      | Істанбул Башакшехір                                         |
| ----- | -------- | ----------------------------------------------------------- |
|       | Протокол | - Алі Калдирим 26' - Ндаїшіміє 67' - Окака 75' - Озджан 82' |

| Тайнкасл Парк, Единбург Глядачів: 15 131 Арбітр: Кшиштоф Якубік (Польща) |

| 15 вересня 2022 22:00 |

| РФШ | 0:2      | Гартс                                 |
| --- | -------- | ------------------------------------- |
|     | Протокол | - Шенкленд 43' (пен.) - Форрест 90+3' |

| Сконто, Рига Глядачів: 6 747 Арбітр: Александар Ставрев (Північна Македонія) |

| 15 вересня 2022 22:00 |

| Істанбул Башакшехір            | 3:0      | Фіорентіна |
| ------------------------------ | -------- | ---------- |
| - Гюрлер 57', 71' - Траоре 90' | Протокол |            |

| Башакшехір Фатіх Терім, Стамбул Глядачів: 5 857 Арбітр: Гільєрмо Квадра Фернандес (Іспанія) |

| 6 жовтня 2022 22:00 (20:00 BST) |

| Гартс | 0:3      | Фіорентіна                              |
| ----- | -------- | --------------------------------------- |
|       | Протокол | - Мандрагора 4' - Куаме 42' - Йович 79' |

| Тайнкасл Парк, Единбург Глядачів: 17 243 Арбітр: Ерік Ламбрехтс (Бельгія) |

| 6 жовтня 2022 22:00 |

| РФШ | 0:0      | Істанбул Башакшехір |
| --- | -------- | ------------------- |
|     | Протокол |                     |

| Сконто, Рига Глядачів: 5 154 Арбітр: Раду Петреску (Румунія) |

| 13 жовтня 2022 19:45 |

| Істанбул Башакшехір          | 3:0      | РФШ |
| ---------------------------- | -------- | --- |
| - Тюрюч 11' - Окака 45', 72' | Протокол |     |

| Башакшехір Фатіх Терім, Стамбул Глядачів: 3 080 Арбітр: Філіп Фарруджа (Мальта) |

| 13 жовтня 2022 19:45 (18:45 CEST) |

| Фіорентіна                                                     | 5:1      | Гартс         |
| -------------------------------------------------------------- | -------- | ------------- |
| - Йович 6' - Бірагі 22' - Гонсалес 32', 79' (пен.) - Барак 38' | Протокол | - Хамфріс 47' |

| Артеміо Франкі, Флоренція Глядачів: 18 576 Арбітр: Іван Бебек (Хорватія) |

| 27 жовтня 2022 19:45 (18:45 CEST) |

| Фіорентіна       | 2:1      | Істанбул Башакшехір |
| ---------------- | -------- | ------------------- |
| - Йович 26', 62' | Протокол | - Алексич 14'       |

| Артеміо Франкі, Флоренція Глядачів: 14 345 Арбітр: Аллард Ліндгут (Нідерланди) |

| 27 жовтня 2022 22:00 (20:00 BST) |

| Гартс                        | 2:1      | РФШ                |
| ---------------------------- | -------- | ------------------ |
| - Шенкленд 3' - Холлідей 12' | Протокол | - Фрізенбіхлер 39' |

| Тайнкасл Парк, Единбург Глядачів: 15 863 Арбітр: Брам ван Дріссхе (Бельгія) |

| 3 листопада 2022 17:30 |

| РФШ | 0:3      | Фіорентіна                               |
| --- | -------- | ---------------------------------------- |
|     | Протокол | - Барак 7' - Кабрал 44' - Сапонара 45+2' |

| Сконто, Рига Глядачів: 6 747 Арбітр: Мадс-Крістоффер Крістофферсен (Данія) |

| 3 листопада 2022 17:30 (18:30 TRT) |

| Істанбул Башакшехір                      | 3:1      | Гартс          |
| ---------------------------------------- | -------- | -------------- |
| - Ндаїшіміє 4' - Гюрлер 33' - Озджан 64' | Протокол | - Еткінсон 90' |

| Башакшехір Фатіх Терім, Стамбул Глядачів: 4 824 Арбітр: Гога Кікачейшвілі (Грузія) |

### Група B
| Поз | Команда          | І | В | Н | П | ГЗ | ГП | РГ  | О  | Кваліфікація             |     | ВГМ | АНД | СІЛ | ФКСБ |
| --- | ---------------- | - | - | - | - | -- | -- | --- | -- | ------------------------ | --- | --- | --- | --- | ---- |
| 1   | Вест Гем Юнайтед | 6 | 6 | 0 | 0 | 13 | 4  | +9  | 18 | Вихід в 1/8 фіналу       |     | —   | 2:1 | 1:0 | 3:1  |
| 2   | Андерлехт        | 6 | 2 | 2 | 2 | 6  | 5  | +1  | 8  | Вихід до стикових матчів |     | 0:1 | —   | 1:0 | 2:2  |
| 3   | Сількеборг       | 6 | 2 | 0 | 4 | 12 | 7  | +5  | 6  |                          |     | 2:3 | 0:2 | —   | 5:0  |
| 4   | ФКСБ             | 6 | 0 | 2 | 4 | 3  | 18 | −15 | 2  |                          | 0:3 | 0:0 | 0:5 | —   |      |

| 8 вересня 2022 19:45 (18:45 CEST) |

| Андерлехт                | 1:0      | Сількеборг |
| ------------------------ | -------- | ---------- |
| - Фабіу Сілва 81' (пен.) | Протокол |            |

| Констант Ванден Сток, Брюссель Глядачів: 11 557 Арбітр: Іштван Вад (Угорщина) |

| 8 вересня 2022 22:00 (20:00 BST) |

| Вест Гем Юнайтед                               | 3:1      | ФКСБ        |
| ---------------------------------------------- | -------- | ----------- |
| - Боуен 69' (пен.) - Емерсон 75' - Антоніо 90' | Протокол | - Кордя 34' |

| Лондон Стедіум, Лондон Глядачів: 33 312 Арбітр: Бенуа Бастьєн (Франція) |

| 15 вересня 2022 22:00 |

| ФКСБ | 0:0      | Андерлехт |
| ---- | -------- | --------- |
|      | Протокол |           |

| Національний, Бухарест Глядачів: 29 613 Арбітр: Себастьян Гісхамер (Австрія) |

| 15 вересня 2022 22:00 (21:00 CEST) |

| Сількеборг                | 2:3      | Вест Гем Юнайтед                                 |
| ------------------------- | -------- | ------------------------------------------------ |
| - Куск 5' - Тенгстедт 75' | Протокол | - Лансіні 13' (пен.) - Скамакка 25' - Доусон 38' |

| JYSK Парк, Сількеборг Глядачів: 6 702 Арбітр: Фабіу Веріссіму (Португалія) |

| 6 жовтня 2022 19:45 (18:45 CEST) |

| Андерлехт | 0:1      | Вест Гем Юнайтед |
| --------- | -------- | ---------------- |
|           | Протокол | - Скамакка 79'   |

| Констант Ванден Сток, Брюссель Глядачів: 17 033 Арбітр: Новак Симович (Сербія) |

| 6 жовтня 2022 19:45 (18:45 CEST) |

| Сількеборг                                                                | 5:0      | ФКСБ |
| ------------------------------------------------------------------------- | -------- | ---- |
| - Клюнге 3' - Куск 8' - Геленіус 35' (пен.) - Тордарсон 58' - Адамсен 71' | Протокол |      |

| JYSK Парк, Сількеборг Глядачів: 5 945 Арбітр: Микола Балакін (Україна) |

| 13 жовтня 2022 22:00 |

| ФКСБ | 0:5      | Сількеборг                                                   |
| ---- | -------- | ------------------------------------------------------------ |
|      | Протокол | - Куск 12' - Клюнге 16' - Тенгстедт 63' - Йоргенсен 68', 70' |

| Національний, Бухарест Глядачів: 9 103 Арбітр: Нік Волш (Шотландія) |

| 13 жовтня 2022 22:00 (20:00 BST) |

| Вест Гем Юнайтед           | 2:1      | Андерлехт             |
| -------------------------- | -------- | --------------------- |
| - Бенрахма 14' - Боуен 30' | Протокол | - Еспозіто 89' (пен.) |

| Лондон Стедіум, Лондон Глядачів: 40 767 Арбітр: Віллі Делажо (Франція) |

| 27 жовтня 2022 19:45 (18:45 CEST) |

| Андерлехт                       | 2:2      | ФКСБ                       |
| ------------------------------- | -------- | -------------------------- |
| - Версхарен 38' - Вертонген 75' | Протокол | - Компаньйо 60' - Дава 82' |

| Констант Ванден Сток, Брюссель Глядачів: 14 226 Арбітр: Манфредас Лук'янчукас (Литва) |

| 27 жовтня 2022 22:00 (20:00 BST) |

| Вест Гем Юнайтед     | 1:0      | Сількеборг |
| -------------------- | -------- | ---------- |
| - Лансіні 24' (пен.) | Протокол |            |

| Лондон Стедіум, Лондон Глядачів: 35 911 Арбітр: Йоні Хюютія (Фінляндія) |

| 3 листопада 2022 22:00 |

| ФКСБ | 0:3      | Вест Гем Юнайтед                    |
| ---- | -------- | ----------------------------------- |
|      | Протокол | - Форнальс 40', 65' - Дава 56' (аг) |

| Національний, Бухарест Глядачів: 20 172 Арбітр: Саша Штегеман (Німеччина) |

| 3 листопада 2022 22:00 (21:00 CET) |

| Сількеборг | 0:2      | Андерлехт                    |
| ---------- | -------- | ---------------------------- |
|            | Протокол | - Рафаелов 20' - Раман 90+4' |

| JYSK Парк, Сількеборг Глядачів: 6 810 Арбітр: Даніеле Кіффі (Італія) |

### Група C
| Поз | Команда             | І | В | Н | П | ГЗ | ГП | РГ  | О  | Кваліфікація             |     | ВЛР | ЛЕХ | ХБШ | АУС |
| --- | ------------------- | - | - | - | - | -- | -- | --- | -- | ------------------------ | --- | --- | --- | --- | --- |
| 1   | Вільярреал          | 6 | 4 | 1 | 1 | 14 | 9  | +5  | 13 | Вихід в 1/8 фіналу       |     | —   | 4:3 | 2:2 | 5:0 |
| 2   | Лех (Познань)       | 6 | 2 | 3 | 1 | 12 | 7  | +5  | 9  | Вихід до стикових матчів |     | 3:0 | —   | 0:0 | 4:1 |
| 3   | Хапоель (Беер-Шева) | 6 | 1 | 4 | 1 | 8  | 5  | +3  | 7  |                          |     | 1:2 | 1:1 | —   | 4:0 |
| 4   | Аустрія (Відень)    | 6 | 0 | 2 | 4 | 2  | 15 | −13 | 2  |                          | 0:1 | 1:1 | 0:0 | —   |     |

| 8 вересня 2022 19:45 (18:45 CEST) |

| Вільярреал                                   | 4:3      | Лех (Познань)                       |
| -------------------------------------------- | -------- | ----------------------------------- |
| - Чуквуезе 32' - Баена 36', 40' - Коклен 89' | Протокол | - Скураш 2' - Ісхак 47' (пен.), 62' |

| Естадіо Сьютат де Валенсія, Валенсія Глядачів: 10 385 Арбітр: Алі Палабіюк (Туреччина) |

| 8 вересня 2022 19:45 (18:45 CEST) |

| Аустрія (Відень) | 0:0      | Хапоель (Беер-Шева) |
| ---------------- | -------- | ------------------- |
|                  | Протокол |                     |

| Франц-Горр-Штадіон, Відень Глядачів: 9 400 Арбітр: Гораціу Феснік (Румунія) |

| 15 вересня 2022 22:00 |

| Хапоель (Беер-Шева) | 1:2      | Вільярреал                       |
| ------------------- | -------- | -------------------------------- |
| - Хатуель 63'       | Протокол | - Моралес 28' (пен.) - Баена 67' |

| Стадіон Тернер, Беер-Шева Глядачів: 13 413 Арбітр: Вільям Коллам (Шотландія) |

| 15 вересня 2022 22:00 (21:00 CEST) |

| Лех (Познань)                              | 4:1      | Аустрія (Відень) |
| ------------------------------------------ | -------- | ---------------- |
| - Ісхак 27' - Скураш 64' - Вельде 76', 90' | Протокол | - Браунедер 29'  |

| Муніципальний, Познань Глядачів: 20 102 Арбітр: Петер К'єсгорд (Данія) |

| 6 жовтня 2022 19:45 (18:45 CEST) |

| Лех (Познань) | 0:0      | Хапоель (Беер-Шева) |
| ------------- | -------- | ------------------- |
|               | Протокол |                     |

| Муніципальний, Познань Глядачів: 17 283 Арбітр: Тамаш Богнар (Угорщина) |

| 6 жовтня 2022 22:00 (21:00 CEST) |

| Вільярреал                                          | 5:0      | Аустрія (Відень) |
| --------------------------------------------------- | -------- | ---------------- |
| - Баена 18' - Груневелд 43' - Моралес 76', 80', 88' | Протокол |                  |

| Естадіо Сьютат де Валенсія, Валенсія Глядачів: 9 539 Арбітр: Йохем Камфейс (Нідерланди) |

| 13 жовтня 2022 19:45 (18:45 CEST) |

| Аустрія (Відень) | 0:1      | Вільярреал    |
| ---------------- | -------- | ------------- |
|                  | Протокол | - Джексон 87' |

| Франц-Горр-Штадіон, Відень Глядачів: 11 000 Арбітр: Георгі Кабаков (Болгарія) |

| 13 жовтня 2022 22:00 |

| Хапоель (Беер-Шева) | 1:1      | Лех (Познань) |
| ------------------- | -------- | ------------- |
| - Хемед 9' (пен.)   | Протокол | - Шимчак 44'  |

| Стадіон Тернер, Беер-Шева Глядачів: 11 668 Арбітр: Рудді Буке (Франція) |

| 27 жовтня 2022 19:45 (18:45 CEST) |

| Вільярреал                     | 2:2      | Хапоель (Беер-Шева)              |
| ------------------------------ | -------- | -------------------------------- |
| - Чуквуезе 57' - Груневелд 70' | Протокол | - Хемед 48' (пен.) - Єхезкел 79' |

| Естадіо Сьютат де Валенсія, Валенсія Глядачів: 6 338 Арбітр: Юджин Джая (Албанія) |

| 27 жовтня 2022 19:45 (18:45 CEST) |

| Аустрія (Відень) | 1:1      | Лех (Познань) |
| ---------------- | -------- | ------------- |
| - Келеш 70'      | Протокол | - Ісхак 48'   |

| Франц-Горр-Штадіон, Відень Глядачів: 12 211 Арбітр: Даррен Інгленд (Англія) |

| 3 листопада 2022 22:00 (21:00 CET) |

| Лех (Познань)                  | 3:0      | Вільярреал |
| ------------------------------ | -------- | ---------- |
| - Вельде 27' - Скураш 51', 77' | Протокол |            |

| Муніципальний, Познань Глядачів: 30 117 Арбітр: Натан Вербоомен (Бельгія) |

| 3 листопада 2022 22:00 |

| Хапоель (Беер-Шева)                                       | 4:0      | Аустрія (Відень) |
| --------------------------------------------------------- | -------- | ---------------- |
| - Єхезкел 29' - Сафурі 33' - Шехтер 63' - Гандль 73' (аг) | Протокол |                  |

| Стадіон Тернер, Беер-Шева Глядачів: 12 500 Арбітр: Ельчин Масієв (Азербайджан) |

### Група D
| Поз | Команда  | І | В | Н | П | ГЗ | ГП | РГ | О | Кваліфікація             |     | НІЦ | ПАР | КЕЛ | СВЦ |
| --- | -------- | - | - | - | - | -- | -- | -- | - | ------------------------ | --- | --- | --- | --- | --- |
| 1   | Ніцца    | 6 | 2 | 3 | 1 | 8  | 7  | +1 | 9 | Вихід в 1/8 фіналу       |     | —   | 2:1 | 1:1 | 1:2 |
| 2   | Партизан | 6 | 2 | 3 | 1 | 9  | 7  | +2 | 9 | Вихід до стикових матчів |     | 1:1 | —   | 2:0 | 1:1 |
| 3   | Кельн    | 6 | 2 | 2 | 2 | 8  | 8  | 0  | 8 |                          |     | 2:2 | 0:1 | —   | 4:2 |
| 4   | Словацко | 6 | 1 | 2 | 3 | 8  | 11 | −3 | 5 |                          | 0:1 | 3:3 | 0:1 | —   |     |

1. 1 2  Очки в очних зустрічах: Ніцца 4, Партизан 1

| 8 вересня 2022 19:45 (18:45 CEST) |

| Словацко                        | 3:3      | Партизан                               |
| ------------------------------- | -------- | -------------------------------------- |
| - Калабішка 5', 19' - Козак 83' | Протокол | - Діабате 47', 53' - Рікарду Гоміш 62' |

| Мирослав Валента, Угерске Градіште Глядачів: 7 032 Арбітр: Роб Гарві (Ірландія) |

| 8 вересня 2022 20:40 (19:40 CEST) |

| Ніцца              | 1:1      | Кельн        |
| ------------------ | -------- | ------------ |
| - Делор 62' (пен.) | Протокол | - Тіггес 19' |

| Альянц Рив'єра, Ніцца Глядачів: 19 000 Арбітр: Луїш Гудінью (Португалія) |

| 15 вересня 2022 22:00 (21:00 CEST) |

| Партизан      | 1:1      | Ніцца      |
| ------------- | -------- | ---------- |
| - Діабате 60' | Протокол | - Браян 2' |

| Партизан, Белград Глядачів: 9 126 Арбітр: Ендрю Медлі (Англія) |

| 15 вересня 2022 22:00 (21:00 CEST) |

| Кельн                                            | 4:2      | Словацко                       |
| ------------------------------------------------ | -------- | ------------------------------ |
| - Адамян 10' - Діц 42' - Любічіч 65' (пен.), 74' | Протокол | - Калабішка 49' - Петржела 52' |

| Рейн Енергі Штадіон, Кельн Глядачів: 47 700 Арбітр: Євген Арановський (Україна) |

| 6 жовтня 2022 19:45 (18:45 CEST) |

| Словацко | 0:1      | Ніцца      |
| -------- | -------- | ---------- |
|          | Протокол | - Пепе 54' |

| Мирослав Валента, Угерске Градіште Глядачів: 7 447 Арбітр: Юліан Вайнбергер (Австрія) |

| 6 жовтня 2022 22:00 (21:00 CEST) |

| Кельн | 0:1      | Партизан      |
| ----- | -------- | ------------- |
|       | Протокол | - Маркович 9' |

| Рейн Енергі Штадіон, Кельн Глядачів: 47 000 Арбітр: Рікардо де Бургос (Іспанія) |

| 13 жовтня 2022 19:45 (18:45 CEST) |

| Партизан                          | 2:0      | Кельн |
| --------------------------------- | -------- | ----- |
| - Діабате 15' - Рікарду Гоміш 52' | Протокол |       |

| Партизан, Белград Глядачів: 15 467 Арбітр: Рой Райншрайбер (Ізраїль) |

| 13 жовтня 2022 22:00 (21:00 CEST) |

| Ніцца      | 1:2      | Словацко                   |
| ---------- | -------- | -------------------------- |
| - Діоп 14' | Протокол | - Томич 75' - Рейнберк 87' |

| Альянц Рив'єра, Ніцца Глядачів: 0 Арбітр: Іван Арвель Гріффіт (Уельс) |

| 27 жовтня 2022 19:45 (18:45 CEST) |

| Словацко | 0:1      | Кельн             |
| -------- | -------- | ----------------- |
|          | Протокол | - Дуда 82' (пен.) |

| Мирослав Валента, Угерске Градіште Глядачів: 7 333 Арбітр: Георгій Круашвілі (Грузія) |

| 27 жовтня 2022 19:45 (18:45 CEST) |

| Ніцца                   | 2:1      | Партизан            |
| ----------------------- | -------- | ------------------- |
| - Пепе 29' - Леміна 77' | Протокол | - Рікарду Гоміш 74' |

| Альянц Рив'єра, Ніцца Глядачів: 11 234 Арбітр: Іштван Вад (Угорщина) |

| 3 листопада 2022 22:00 (21:00 CET) |

| Партизан           | 1:1      | Словацко      |
| ------------------ | -------- | ------------- |
| - Натхо 41' (пен.) | Протокол | - Мігалик 73' |

| Партизан, Белград Глядачів: 17 256 Арбітр: Павел Рачковський (Польща) |

| 3 листопада 2022 22:00 (21:00 CET) |

| Кельн                        | 2:2      | Ніцца                     |
| ---------------------------- | -------- | ------------------------- |
| - Хусейнбашич 48' - Дуда 60' | Протокол | - Лаборд 40' - Браїмі 43' |

| Рейн Енергі Штадіон, Кельн Глядачів: 47 000 Арбітр: Сесар Сото Градо (Іспанія) |

### Група E
| Поз | Команда           | І | В | Н | П | ГЗ | ГП | РГ | О  | Кваліфікація             |     | АЗ  | ДН1 | АПО | ВАД |
| --- | ----------------- | - | - | - | - | -- | -- | -- | -- | ------------------------ | --- | --- | --- | --- | --- |
| 1   | АЗ                | 6 | 5 | 0 | 1 | 12 | 6  | +6 | 15 | Вихід в 1/8 фіналу       |     | —   | 2:1 | 3:2 | 4:1 |
| 2   | Дніпро-1          | 6 | 3 | 1 | 2 | 9  | 7  | +2 | 10 | Вихід до стикових матчів |     | 0:1 | —   | 1:0 | 2:2 |
| 3   | Аполлон (Лімасол) | 6 | 2 | 1 | 3 | 5  | 7  | −2 | 7  |                          |     | 1:0 | 1:3 | —   | 1:0 |
| 4   | Вадуц             | 6 | 0 | 2 | 4 | 5  | 11 | −6 | 2  |                          | 1:2 | 1:2 | 0:0 | —   |     |

| 8 вересня 2022 22:00 (21:00 CEST) |

| Дніпро-1 | 0:1      | АЗ              |
| -------- | -------- | --------------- |
|          | Протокол | - Д. де Віт 63' |

| Футбольна арена Кошиці, Кошиці Глядачів: 3 347 Арбітр: Ігаль Фрід (Ізраїль) |

| 8 вересня 2022 22:00 (21:00 CEST) |

| Вадуц | 0:0      | Аполлон (Лімасол) |
| ----- | -------- | ----------------- |
|       | Протокол |                   |

| Райнпарк, Вадуц Глядачів: 1 188 Арбітр: Думітру Мунтян (Молдова) |

| 15 вересня 2022 19:45 |

| Аполлон (Лімасол) | 1:3      | Дніпро-1                            |
| ----------------- | -------- | ----------------------------------- |
| - Піттас 58'      | Протокол | - Рубчинський 11' - Довбик 26', 45' |

| ГСП, Нікосія Глядачів: 4 158 Арбітр: Адам Фаркаш (Угорщина) |

| 15 вересня 2022 19:45 (18:45 CEST) |

| АЗ                                                            | 4:1      | Вадуц         |
| ------------------------------------------------------------- | -------- | ------------- |
| - Бараси 19' - Беукема 81' - Суґавара 90+2' - Д. де Віт 90+5' | Протокол | - Гользер 22' |

| АФАС, Алкмар Глядачів: 8 523 Арбітр: Ніколас Уолш (Шотландія) |

| 6 жовтня 2022 19:45 (18:45 CEST) |

| Дніпро-1                     | 2:2      | Вадуц                  |
| ---------------------------- | -------- | ---------------------- |
| - Довбик 5' - Піхальонок 78' | Протокол | - Фер 26' - Гассер 47' |

| Футбольна арена Кошиці, Кошиці Глядачів: 2 050 Арбітр: Фран Йович (Хорватія) |

| 6 жовтня 2022 22:00 (21:00 CEST) |

| АЗ                                                | 3:2      | Аполлон (Лімасол)          |
| ------------------------------------------------- | -------- | -------------------------- |
| - Одгор 16' - Д. де Віт 62' (пен.) - Карлссон 85' | Протокол | - Йоостен 19' - Кабрал 71' |

| АФАС, Алкмар Глядачів: 10 016 Арбітр: Рохіт Саггі (Норвегія) |

| 13 жовтня 2022 19:45 |

| Аполлон (Лімасол) | 1:0      | АЗ |
| ----------------- | -------- | -- |
| - Роберж 32'      | Протокол |    |

| ГСП, Нікосія Глядачів: 3 011 Арбітр: Мортен Крог (Данія) |

| 13 жовтня 2022 22:00 (21:00 CEST) |

| Вадуц          | 1:2      | Дніпро-1                  |
| -------------- | -------- | ------------------------- |
| - Растодер 30' | Протокол | - Амаш 25' - Довбик 90+1' |

| Райнпарк, Вадуц Глядачів: 1 131 Арбітр: Маріан Барбу (Румунія) |

| 27 жовтня 2022 19:45 (18:45 CEST) |

| Вадуц         | 1:2      | АЗ                               |
| ------------- | -------- | -------------------------------- |
| - Гользер 77' | Протокол | - Керкез 50' - ван Бредероде 75' |

| Райнпарк, Вадуц Глядачів: 1 949 Арбітр: Дональд Робертсон (Шотландія) |

| 27 жовтня 2022 22:00 (21:00 CEST) |

| Дніпро-1         | 1:0      | Аполлон (Лімасол) |
| ---------------- | -------- | ----------------- |
| - Піхальонок 39' | Протокол |                   |

| Футбольна арена Кошиці, Кошиці Глядачів: 2 520 Арбітр: Антоніу Нобре (Португалія) |

| 3 листопада 2022 19:45 |

| Аполлон (Лімасол) | 1:0      | Вадуц |
| ----------------- | -------- | ----- |
| - Роберж 32'      | Протокол |       |

| ГСП, Нікосія Глядачів: 712 Арбітр: Даріо Бел (Хорватія) |

| 3 листопада 2022 19:45 (18:45 CET) |

| АЗ                        | 2:1      | Дніпро-1     |
| ------------------------- | -------- | ------------ |
| - Одгор 8' - Павлідіс 87' | Протокол | - Довбик 40' |

| АФАС, Алкмар Глядачів: 12 387 Арбітр: Анастасіас Папапетру (Греція) |

### Група F
| Поз | Команда       | І | В | Н | П | ГЗ | ГП | РГ | О  | Кваліфікація             |     | ЮРГ | ГНТ | МОЛ | ШЕМ |
| --- | ------------- | - | - | - | - | -- | -- | -- | -- | ------------------------ | --- | --- | --- | --- | --- |
| 1   | Юргорден      | 6 | 5 | 1 | 0 | 12 | 6  | +6 | 16 | Вихід в 1/8 фіналу       |     | —   | 4:2 | 3:2 | 1:0 |
| 2   | Гент          | 6 | 2 | 2 | 2 | 10 | 6  | +4 | 8  | Вихід до стикових матчів |     | 0:1 | —   | 4:0 | 3:0 |
| 3   | Молде         | 6 | 2 | 1 | 3 | 9  | 10 | −1 | 7  |                          |     | 2:3 | 0:0 | —   | 3:0 |
| 4   | Шемрок Роверс | 6 | 0 | 2 | 4 | 1  | 10 | −9 | 2  |                          | 0:0 | 1:1 | 0:2 | —   |     |

| 8 вересня 2022 22:00 (21:00 CEST) |

| Молде | 0:0      | Гент |
| ----- | -------- | ---- |
|       | Протокол |      |

| Акер, Молде Глядачів: 4 158 Арбітр: Петрі Вільянен (Фінляндія) |

| 8 вересня 2022 22:00 (20:00 IST) |

| Шемрок Роверс | 0:0      | Юргорден |
| ------------- | -------- | -------- |
|               | Протокол |          |

| Талла, Дублін Глядачів: 6 330 Арбітр: Івар Оррі Крістьянссон (Ісландія) |

| 15 вересня 2022 19:45 (18:45 CEST) |

| Юргорден                               | 3:2      | Молде                             |
| -------------------------------------- | -------- | --------------------------------- |
| - Думбуя 50' - Банда 58' - Асоро 90+1' | Протокол | - Фофана 39' (пен.) - Брейвік 77' |

| Теле2 Арена, Стокгольм Глядачів: 16 673 Арбітр: Гергьо Богар (Угорщина) |

| 15 вересня 2022 19:45 (18:45 CEST) |

| Гент                                 | 3:0      | Шемрок Роверс |
| ------------------------------------ | -------- | ------------- |
| - Куйперс 9' - Оджиджа-Офое 18', 65' | Протокол |               |

| Геламко Арена, Гент Глядачів: 7 813 Арбітр: Вісар Кастраті (Косово) |

| 6 жовтня 2022 19:45 (18:45 CEST) |

| Молде                                 | 3:0      | Шемрок Роверс |
| ------------------------------------- | -------- | ------------- |
| - Брюнгільдсен 10', 49' - Хуссаїн 58' | Протокол |               |

| Акер, Молде Глядачів: 3 669 Арбітр: Мілош Міланович (Сербія) |

| 6 жовтня 2022 22:00 (21:00 CEST) |

| Гент | 0:1      | Юргорден         |
| ---- | -------- | ---------------- |
|      | Протокол | - Даніельсон 38' |

| Геламко Арена, Гент Глядачів: 10 896 Арбітр: Аляксєй Кульбаков (Білорусь) |

| 13 жовтня 2022 19:45 (18:45 CEST) |

| Юргорден                                         | 4:2      | Гент                        |
| ------------------------------------------------ | -------- | --------------------------- |
| - Гольмберг 21' - Вікгейм 42', 46' - Банда 45+5' | Протокол | - Депуатр 61' - Куйперс 73' |

| Теле2 Арена, Стокгольм Глядачів: 1 131 Арбітр: Манфредас Лук'янчукас (Литва) |

| 13 жовтня 2022 22:00 (20:00 IST) |

| Шемрок Роверс | 0:2      | Молде                      |
| ------------- | -------- | -------------------------- |
|               | Протокол | - Фофана 33' - Еріксен 69' |

| Талла, Дублін Глядачів: 5 860 Арбітр: Даріо Бел (Хорватія) |

| 27 жовтня 2022 22:00 (21:00 CEST) |

| Молде                         | 2:3      | Юргорден                                    |
| ----------------------------- | -------- | ------------------------------------------- |
| - Брюнгільдсен 6' - Кааса 21' | Протокол | - Едвардсен 44' - Асоро 67' - Радетинац 77' |

| Акер, Молде Глядачів: 5 545 Арбітр: Урс Шнидер (Швейцарія) |

| 27 жовтня 2022 22:00 (20:00 IST) |

| Шемрок Роверс | 1:1      | Гент              |
| ------------- | -------- | ----------------- |
| - Гаффні 3'   | Протокол | - Хонг Хенсок 74' |

| Талла, Дублін Глядачів: 6 203 Арбітр: Юліан Вайнбергер (Австрія) |

| 3 листопада 2022 19:45 (18:45 CET) |

| Юргорден       | 1:0      | Шемрок Роверс |
| -------------- | -------- | ------------- |
| - Ерікссон 19' | Протокол |               |

| Теле2 Арена, Стокгольм Глядачів: 16 726 Арбітр: Ніколас Уолш (Шотландія) |

| 3 листопада 2022 19:45 (18:45 CET) |

| Гент                                                       | 4:0      | Молде |
| ---------------------------------------------------------- | -------- | ----- |
| - Гюльсаґер 52' - Годо 62' - Кумс 80' - Куйперс 89' (пен.) | Протокол |       |

| Геламко Арена, Гент Глядачів: 12 000 Арбітр: Себастьян Гісхамер (Австрія) |

### Група G
| Поз | Команда        | І | В | Н | П | ГЗ | ГП | РГ | О  | Кваліфікація             |     | СІВ | КЛЖ | СЛА | БАЛ |
| --- | -------------- | - | - | - | - | -- | -- | -- | -- | ------------------------ | --- | --- | --- | --- | --- |
| 1   | Сівасспор      | 6 | 3 | 2 | 1 | 11 | 7  | +4 | 11 | Вихід в 1/8 фіналу       |     | —   | 3:0 | 1:1 | 3:4 |
| 2   | Клуж           | 6 | 3 | 1 | 2 | 5  | 5  | 0  | 10 | Вихід до стикових матчів |     | 0:1 | —   | 2:0 | 1:0 |
| 3   | Славія (Прага) | 6 | 2 | 2 | 2 | 6  | 7  | −1 | 8  |                          |     | 1:1 | 0:1 | —   | 3:2 |
| 4   | Балкані        | 6 | 1 | 1 | 4 | 8  | 11 | −3 | 4  |                          | 1:2 | 1:1 | 0:1 | —   |     |

| 8 вересня 2022 19:45 (18:45 CEST) |

| Балкані       | 1:1      | Клуж           |
| ------------- | -------- | -------------- |
| - А. Тачі 65' | Протокол | - Матіас 90+1' |

| Фаділь Вокрі, Приштина Глядачів: 5 673 Арбітр: Урс Шнайдер (Швейцарія) |

| 8 вересня 2022 22:00 |

| Сівасспор  | 1:1      | Славія (Прага) |
| ---------- | -------- | -------------- |
| - Саба 27' | Протокол | - Олаїнка 4'   |

| Сівас Арена, Сівас Глядачів: 5 472 Арбітр: Фран Йович (Хорватія) |

| 15 вересня 2022 19:45 |

| Клуж | 0:1      | Сівасспор            |
| ---- | -------- | -------------------- |
|      | Протокол | - Градель 28' (пен.) |

| Константін Радулеску, Клуж-Напока Глядачів: 7 026 Арбітр: Аллард Ліндгут (Нідерланди) |

| 15 вересня 2022 19:45 (18:45 CEST) |

| Славія (Прага)                                  | 3:2      | Балкані                       |
| ----------------------------------------------- | -------- | ----------------------------- |
| - Фрашері 26' (аг) - Олаїнка 34' - Масопуст 41' | Протокол | - Краснічі 23' - Кореніца 29' |

| Еден Арена, Прага Глядачів: 18 156 Арбітр: Віллі Делажо (Франція) |

| 6 жовтня 2022 19:45 |

| Сівасспор                                     | 3:4      | Балкані                                                    |
| --------------------------------------------- | -------- | ---------------------------------------------------------- |
| - Ульвестад 1' - Єшил'юрт 75' - Ятабаре 90+1' | Протокол | - А. Тачі 20' - Потоку 31' - Кореніца 66' - Краснічі 90+4' |

| Сівас Арена, Сівас Глядачів: 4 336 Арбітр: Хосе Луїс Мунуера (Іспанія) |

| 6 жовтня 2022 22:00 (21:00 CEST) |

| Славія (Прага) | 0:1      | Клуж       |
| -------------- | -------- | ---------- |
|                | Протокол | - Янга 45' |

| Еден Арена, Прага Глядачів: 18 271 Арбітр: Фабіо Мареска (Італія) |

| 13 жовтня 2022 19:45 |

| Клуж                          | 2:0      | Славія (Прага) |
| ----------------------------- | -------- | -------------- |
| - Дяк 11' (пен.) - Матіас 85' | Протокол |                |

| Константін Радулеску, Клуж-Напока Глядачів: 11 218 Арбітр: Луїш Гудінью (Португалія) |

| 13 жовтня 2022 22:00 (21:00 CEST) |

| Балкані       | 1:2      | Сівасспор                      |
| ------------- | -------- | ------------------------------ |
| - А. Тачі 36' | Протокол | - Арслан 72' - Ангєльський 81' |

| Фаділь Вокрі, Приштина Глядачів: 12 650 Арбітр: Мануель Шуеттенгрубер (Австрія) |

| 27 жовтня 2022 22:00 (21:00 CEST) |

| Балкані | 0:1      | Славія (Прага) |
| ------- | -------- | -------------- |
|         | Протокол | - Лінгр 76'    |

| Фаділь Вокрі, Приштина Глядачів: 10 500 Арбітр: Мортен Крог (Данія) |

| 27 жовтня 2022 22:00 |

| Сівасспор                          | 3:0      | Клуж |
| ---------------------------------- | -------- | ---- |
| - Ятабаре 22', 73' - Янга 65' (аг) | Протокол |      |

| Сівас Арена, Сівас Глядачів: 6 050 Арбітр: Рохіт Саггі (Норвегія) |

| 3 листопада 2022 19:45 (18:45 CET) |

| Славія (Прага)   | 1:1      | Сівасспор            |
| ---------------- | -------- | -------------------- |
| - Гутас 65' (аг) | Протокол | - Градель 28' (пен.) |

| Еден Арена, Прага Глядачів: 18 132 Арбітр: Раде Обренович (Словенія) |

| 3 листопада 2022 19:45 |

| Клуж                | 1:0      | Балкані |
| ------------------- | -------- | ------- |
| - Аджей-Боатенг 17' | Протокол |         |

| Константін Радулеску, Клуж-Напока Глядачів: 11 723 Арбітр: Даніель Шлагер (Німеччина) |

### Група H
| Поз | Команда             | І | В | Н | П | ГЗ | ГП | РГ | О  | Кваліфікація             |     | СЛБ | БАЗ | ПЮН | ЖАЛ |
| --- | ------------------- | - | - | - | - | -- | -- | -- | -- | ------------------------ | --- | --- | --- | --- | --- |
| 1   | Слован (Братислава) | 6 | 3 | 2 | 1 | 9  | 7  | +2 | 11 | Вихід в 1/8 фіналу       |     | —   | 3:3 | 2:1 | 0:0 |
| 2   | Базель              | 6 | 3 | 2 | 1 | 11 | 9  | +2 | 11 | Вихід до стикових матчів |     | 0:2 | —   | 3:1 | 2:2 |
| 3   | Пюнік               | 6 | 2 | 0 | 4 | 8  | 9  | −1 | 6  |                          |     | 2:0 | 1:2 | —   | 2:0 |
| 4   | Жальгіріс           | 6 | 1 | 2 | 3 | 5  | 8  | −3 | 5  |                          | 1:2 | 0:1 | 2:1 | —   |     |

1. 1 2  Очки в очних зустрічах: Слован 4, Базель 1

| 8 вересня 2022 22:00 (21:00 CEST) |

| Базель                               | 3:1      | Пюнік       |
| ------------------------------------ | -------- | ----------- |
| - Малеш 23' (пен.) - Бургер 54', 76' | Протокол | - Дашян 27' |

| Санкт-Якоб Парк, Базель Глядачів: 11 860 Арбітр: Хуан Мартінес Мунуера (Іспанія) |

| 8 вересня 2022 22:00 (21:00 CEST) |

| Слован (Братислава) | 0:0      | Жальгіріс |
| ------------------- | -------- | --------- |
|                     | Протокол |           |

| Національний футбольний стадіон, Братислава Глядачів: 11 227 Арбітр: Рауф Джабаров (Азербайджан) |

| 15 вересня 2022 19:45 |

| Жальгіріс | 0:1      | Базель       |
| --------- | -------- | ------------ |
|           | Протокол | - Зечірі 62' |

| Стадіон ЛФФ, Вільнюс Глядачів: 4 821 Арбітр: Іван Арвель Гріффіт (Уельс) |

| 15 вересня 2022 19:45 (20:45 AMT) |

| Пюнік                      | 2:0      | Слован (Братислава) |
| -------------------------- | -------- | ------------------- |
| - Дашян 35' - Отубанйо 37' | Протокол |                     |

| ім. Вазгена Саркісяна, Єреван Глядачів: 3 500 Арбітр: Галь Лейбовіц (Ізраїль) |

| 6 жовтня 2022 19:45 (20:45 AMT) |

| Пюнік                        | 2:0      | Жальгіріс |
| ---------------------------- | -------- | --------- |
| - Жунінью 44' - Отубанйо 61' | Протокол |           |

| ім. Вазгена Саркісяна, Єреван Глядачів: 5 304 Арбітр: Джон Бітон (Шотландія) |

| 6 жовтня 2022 22:00 (21:00 CEST) |

| Базель | 0:2      | Слован (Братислава)         |
| ------ | -------- | --------------------------- |
|        | Протокол | - Паушек 35' - Чаврич 45+1' |

| Санкт-Якоб Парк, Базель Глядачів: 14 870 Арбітр: Кевін Кленсі (Шотландія) |

| 13 жовтня 2022 19:45 (18:45 CEST) |

| Слован (Братислава)                           | 3:3      | Базель                                     |
| --------------------------------------------- | -------- | ------------------------------------------ |
| - Вайсс 45+2' (пен.) - Куцка 49' - Чаврич 53' | Протокол | - Малеш 29' (пен.) - Діуф 65' - Зечірі 72' |

| Національний футбольний стадіон, Братислава Глядачів: 20 233 Арбітр: Сергій Бойко (Україна) |

| 13 жовтня 2022 22:00 |

| Жальгіріс                  | 2:1      | Пюнік                |
| -------------------------- | -------- | -------------------- |
| - Урега 23' - Олівейра 42' | Протокол | - Озбіліз 78' (пен.) |

| Стадіон ЛФФ, Вільнюс Глядачів: 3 025 Арбітр: Юджин Джая (Албанія) |

| 27 жовтня 2022 22:00 (21:00 CEST) |

| Базель                 | 2:2      | Жальгіріс         |
| ---------------------- | -------- | ----------------- |
| - Діуф 1' - Зечірі 18' | Протокол | - Оєвусі 42', 62' |

| Санкт-Якоб Парк, Базель Глядачів: 13 236 Арбітр: Алі Палабіюк (Туреччина) |

| 27 жовтня 2022 22:00 (21:00 CEST) |

| Слован (Братислава)       | 2:1      | Пюнік              |
| ------------------------- | -------- | ------------------ |
| - Кашія 84' - Рамірес 85' | Протокол | - Кочук 64' (пен.) |

| Національний футбольний стадіон, Братислава Глядачів: 15 783 Арбітр: Мануель Шуеттенгрубер (Австрія) |

| 3 листопада 2022 19:45 |

| Жальгіріс     | 1:2      | Слован (Братислава) |
| ------------- | -------- | ------------------- |
| - К'єреме 47' | Протокол | - Чаврич 15', 23'   |

| Стадіон ЛФФ, Вільнюс Глядачів: 4 790 Арбітр: Луїш Гудінью (Португалія) |

| 3 листопада 2022 19:45 (21:45 AMT) |

| Пюнік        | 1:2      | Базель                 |
| ------------ | -------- | ---------------------- |
| - Юрічич 72' | Протокол | - Малеш 17' - Каде 29' |

| ім. Вазгена Саркісяна, Єреван Глядачів: 9 967 Арбітр: Гораціу Феснік (Румунія) |

## Позначки
1. ↑  EEST (UTC+3) для матчів до 30 жовтня 2022 (1–5 тур), та EET (UTC+2) для подальших дат (6 тур).
2. 1 2 3  Домашні матч РФШ пройдуть на стадіоні Сконто у Ризі (Латвія), оскільки їх домашній стадіон — ЛНК Спорта Паркс у Ризі — не відповідає вимогам УЄФА.
3. 1 2 3  Домашні матч Вільярреалу пройдуть на стадіоні Естадіо Сьютат у Валенсії (Іспанія), оскільки на їхньому домашньому стадіоні — Естадіо де ла Кераміка у Вілярреалі — ведуться ремонтні роботи.
4. ↑  Матч Ніцца-Кельн мав розпочатися о 19:45, але його було затримано через сутички між вболівальниками.[44]
5. ↑  Матч відбувся без глядачів через сутички вболівальників під час попереднього домашнього матчу Ніцци проти Кельну.[51]
6. ↑  Матч Словацко пр. Кельну був зупинений через несприятливі погодні умови, суддя, після наради з обома командами, делегат УЄФА та відповідальна місцева влада, вирішили зупинити матч до наступного дня (28 жовтня) 14:00 (13:00 CET). Матч було продовжено з моменту зупинки, з 07:01.
7. 1 2 3  Через російське вторгнення, українські клуби грають домашні матчі на нейтральному полі. Тому домашні матчі Дніпро-1 пройдуть на стадіоні Футбольна арена Кошиці у Кошицях (Словаччина) замість їх домашнього стадіону ‒ Дніпро-Арена у Дніпрі.
8. 1 2 3  Домашні матч Аполлону пройдуть на стадіоні ГСП у Нікосії (Кіпр), оскільки їх домашній стадіон — Ціріон у Лімасолі — не відповідає вимогам УЄФА.
9. 1 2 3  Домашні матч Балкані пройшли на стадіоні Фаділь Вокрі у Приштині (Косово), оскільки їх домашній стадіон — Стадіумі і Кутетіт у Сува Реці — не відповідає вимогам УЄФА.